# 共和国恢复民主人民军

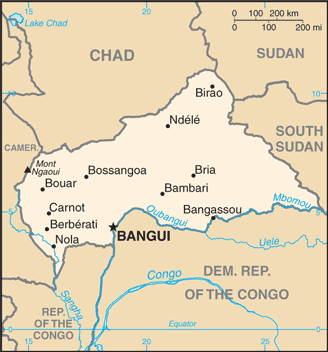
中非共和国地图

共和国恢复民主人民军（法語：L’Armée Populaire pour la restauration de la république et la démocratie，缩写为APRD），又译人民民主阵线，是中非共和国内战中的一支反政府武装。2003年推翻安热－费利克斯·帕塔塞政权运动后，在2006年，它正式建立。2004年到2007年，它参加了中非共和国内战。最初，它声明要推翻现任总统弗朗索瓦·博齐泽，2007年它作为三支反政府武装力量之一参加签署了和平协议。它参加了2008年包容与和平对话。2009年，整合入中非共和国政府军和其他军事团体。

## 沿革
人民民主阵线的最初成员是中非共和国前总统安热－费利克斯·帕塔塞的总统卫队和自主半武装国防组织。
2006年1月，人民民主阵线袭击位于瓦姆-彭代省波塔的政府军，中非共和国前总统安热－费利克斯·帕塔塞的总统卫队队长是它的支持者。他们使用一些自制武器，2006年活跃于中非共和国东北部。2006年起，它壮大为中非共和国三大反政府武装力量之一，其他两支反政府武装是“争取团结民主力量联盟”（UFDR）、“争取正义与和平爱国者同盟”（CPJP）。2006年和2006年的中非共和国内战中，它被中非共和国政府控诉使用童子军和侵犯人权，而它也反过来控诉中非共和国政府广泛攻击平民和侵犯人权。2008年，它和中非共和国政府签署和平协议。人权观察组织报道，人民民主阵线不仅袭击政府目标，而且敲诈勒索和抢劫村庄的牛群，“人民民主阵线犯下了严重和普遍侵犯平民，包括多次草率处决和非法杀人，大规模燃烧平民房屋强制位移成千上万的平民，制造平民惊恐。”
2007年10月8日，弗朗索瓦·博齐泽提出举行包容性政治对话。2008年3月，人民民主阵线开始从一个军事联盟向政治联盟转变。它联合流亡海外的前国防部长让-雅克·德曼福斯被选为国会的政党。让-雅克·德曼福斯说，他不寻求政府职位，只接受它作为一个民间领袖，条件是“人民民主阵线必须同意与班基当局举行包容性的政治对话和签署的和平协议”。
2008年5月9日，在前几次停火和平协议落实失败之后，人民民主阵线又签署停火和平协议。2008年6月21日，“争取团结民主力量联盟”和“人民民主阵线”一同与中非共和国政府在加蓬首都利伯维尔达成全面和平协议。12月的会议上达成了一项计划：形成一个多党制统一政府的国家，和准备在2010年举行全国选举，同时组建一个全国性的“真相和解”委员会。
2008年12月30日，人民民主阵线宣布和中非共和国政府开始落实和平协议，中非共和国政府取消限制，人民民主阵线允许在中非共和国自由行动。
2009年1月，人民民主阵线的一名成员当选总统博齐泽内阁的32个成员之一。弗朗索瓦·那欧亚马当选环境部长，而一个“争取团结民主力量联盟”领袖当选住房部长；人民民主阵线领导仍然批评政府任命其成员入职太少。